# Гоф (Рейнланд-Пфальц)
Гоф (нім. Hof) — громада в Німеччині, розташована в землі Рейнланд-Пфальц. Входить до складу району Вестервальд. Складова частина об'єднання громад Бад-Марінберг (Вестервальд).
Площа — 8,09 км2. Населення становить 1185 ос. (станом на 31 грудня 2020).